# 關子尹
關子尹（英語：Tze-wan Kwan，1951年—），香港哲學家、香港中文大學哲學系榮休教授。累任香港中文大學哲學系系主任、人文電算研究中心主任、現象學與當代哲學資料中心主任。

## 生平[2]

### 教研生涯
1951年，關子尹教授於香港出生，1963年就讀新法書院中學課程，1969年於皇仁書院升讀預科。1970年，循大學入學試（後易制並改稱香港高級程度會考）考入香港中文大學崇基學院生物系（現名生命科學學院）。1971年，轉而修讀哲學系，及於1974年並以副修歷史及德語畢業。1974至1976年，升讀中文大學研究院哲學學部哲學碩士學位並於哲學系擔任助教；取得碩士學位後，同年獲德國學術交流總署（DAAD）頒發研究生獎學金，負笈德國波鴻鲁尔大学（Ruhr-Universität Bochum），並於1981年獲頒授哲學博士學位。
1982年，就任臺灣東海大學哲學系助理教授，並曾於1985年重赴魯爾大學作短暫學術訪問。1986年，關教授重回香港中文大學就任哲學系講師，開展其於中文大學長達30年的教研生涯。1989年，赴美國杜肯大學心理學系為訪問學者，為期一年。1993年，創立人文電算與人文方法研究室，並擔任該研究室主任。1994年，升任中文大學哲學系高級講師；翌年再升任中文大學研究院哲學學部主任。1996年，升任哲學系副教授。1998年，出任哲學系系主任，至2005年卸任。1999年，先後訪問瑞士蘇黎世聯邦理工學院及蘇黎世大學；翌年訪問英國劍橋大學羅賓遜學院。2001年，中文大學人文電算與人文方法研究室改組為人文電算研究中心，關教授續任該中心主任至今。2004年起，任上海同濟大學德國哲學與文化研究所客座教授；同年升任中文大學哲學系教授，兼任由其創立的現象學與當代哲學資料研究中心之主任一職。2005年及2009年，為柏林自由大學哲學學院客座教授。2008年起，出任武漢大學哲學系客座教授。2010年至2011年，再度出任中文大學哲學系系主任。2014年起，獲中文大學教務會委任為講座教授。2016年，關教授於2015-2016學年終結後榮休，並於6月10日至11日進行榮休學術會議、6月11日兼發表題為「十年磨一劍」之榮休演講。是次榮休學術會議及演講更為哲學系創系至今首次為教員舉辦之大型榮休紀念活動，足見關教授在學術界德高望重之典範。
關教授於各所大學任教期間，曾發表中文、英文及德文學術專著及論文多種，兼任多份學術期刊之編輯或主編，屢獲教學及研究獎項，並累任中文大學多個校內委員會之委員。2003年，關教授以人文電算研究中心主任身分，與中文大學哲學系、中國語言及文學系、劉殿爵中國古籍研究中心等單位，共同規劃及製作漢字教學網上工具「粵語審音配詞字庫」，提供漢字粵語字音、字詞釋義、英漢索引等資料及檢索功能。該字庫啟用後，廣受兩岸四地學者、教師及學生歡迎，網站並於2013年獲香港政府舉辦之「優秀網站選舉」選為「十大優秀網站」之一。2014年，關教授再度率領人文電算研究中心與哲學系、中文系等單位合作，在「粵語審音配詞字庫」的基礎上發展「漢語多功能字庫」，其內容更為豐富，分別增添了古文字繫形（如甲骨文、金文、小篆）、形義通解等功能，透過建立一多功能漢語資料庫，為中文教學提供參考資源。兩個資料庫均獲香港優質教育基金資助開發及使用。
關教授早年師承勞思光、Otto Pöggeler等諸教授，故之於中西哲學，皆有所成。畢生治學嚴謹，處理哲學問題嚴肅認真、學養俱佳、見識淵博，其學術興趣不止於文史哲，更涉獵心理學、生物學、文字學等諸範圍，曾舉辦大大小小的學術研討會及交流活動，學術成果豐碩，享譽兩岸四地、德國乃至國際哲學界。關教授於中文大學哲學系任職多年，執教過不少科目，例如本科課程的「哲學概論」、「西方哲學史」、「康德」、「海德格」、「語言哲學」、「現象學」等，俱廣受師生歡迎，不少學生甚至學者都曾選修或旁聽其講課，課堂每每座無虛席。關教授桃李滿門，教學孜孜不倦，深受學生愛戴，香港著名作家梁文道、學者周保松、劉創馥等均師承關教授。

### 家庭
1996年，關教授的長子關翰貽因病去世，關教授曾因此而短暫停止了其哲學教研工作；後得師友勉勵支持下方可重新振作。關教授後來就亡兒一事之心路歷程結集成書，題為《教我心醉——教我心碎》。
2012年11月30日，關教授應其學生周保松教授之邀請，出席由中文大學博群計劃舉辦的「死亡的意義」論壇，並曾重提此事，兼就死亡此議題作哲學思考。

## 主要著作[5]

### 個人著述
1. Kwan, Tze-wan (1982), "Die hermeneutische Phänomenologie und das tautologische Denken Heideggers" [Hermeneutical Phenomenology and Tautological Thinking in Heidegger] (in German), Bonn: Bouvier-Verlag, ISBN 3-416-01673-4（關教授之德文博士論文，中譯研究題目為《海德格的詮釋現象學與同一性思維》[6]）
2. 關子尹：《從哲學的觀點看》，臺北：三民書局，1994年。
3. 關子尹：《教我心醉——教我心碎》，臺北：誠品出版，2006年。
4. 關子尹：《語默無常——尋找定向中的哲學反思》，香港：牛津大學出版社，2008年。
5. 關子尹：《徘徊於天人之際——海德格的哲學思路》，臺北：聯經出版，2021年。
6. 關子尹：《我心歸隱處》，臺北：漫遊者文化，2022年。

### 主編書目
1. 孫善豪、張燦輝、關子尹編：《思光少作集》（共七卷），臺北：時報出版公司， 1986-88年。
2. 關子尹、張燦輝、劉國英主編：《勞思光學術論著新編》（共十三卷），香港：中文大學出版社，1998年。
3. 陳天機、許倬雲、關子尹主編：《系統視野與宇宙人生》，香港：商務印書館，1999年。

## 外部連結
- 香港中文大學哲學系 （页面存档备份，存于）
- 香港中文大學人文電算研究中心 （页面存档备份，存于）
- 香港中文大學現象學與當代哲學資料中心 （页面存档备份，存于）
- 粵語審音配詞字庫 （页面存档备份，存于）
- 漢語多功能字庫 （页面存档备份，存于）
- 周保松主持；關子尹、梁文道主講：「博群論壇——死亡的意義」第一節 （页面存档备份，存于）
- 周保松主持；關子尹、梁文道主講：「博群論壇——死亡的意義」第二節 （页面存档备份，存于）